# Campionati del mondo di atletica leggera 2015 - 3000 metri siepi maschili
La gara dei 3000 metri siepi maschili dei Campionati del mondo di atletica leggera 2015 si è svolta tra il 22 e il 24 agosto.

## Podio
| Pos.    | Atleta            | Nazionalità | Tempo   |
| ------- | ----------------- | ----------- | ------- |
| Oro     | Ezekiel Kemboi    | Kenya       | 8:11.28 |
| Argento | Conseslus Kipruto | Kenya       | 8:12.38 |
| Bronzo  | Brimin Kipruto    | Kenya       | 8:12.54 |

## Situazione pre-gara

### Record
Prima di questa competizione, il record del mondo e il record dei campionati erano i seguenti.
| Record                | Prestazione | Atleta                    | Data                               | Competizione              |
| --------------------- | ----------- | ------------------------- | ---------------------------------- | ------------------------- |
| Record mondiale       | 7'53"63     | Saif Saaeed Shaheen Qatar | 3 settembre 2004 Bruxelles, Belgio |                           |
| Record dei campionati | 8'00"43     | Ezekiel Kemboi Kenya      | 18 agosto 2009 Berlino, Germania   | Campionati del mondo 2009 |

### Campioni in carica
I campioni in carica, a livello mondiale e olimpico, erano:
| Campionessa | Atleta               | Prestazione | Data                              | Competizione         |
| ----------- | -------------------- | ----------- | --------------------------------- | -------------------- |
| Olimpico    | Ezekiel Kemboi Kenya | 8'18"56     | 5 agosto 2012 Londra, Regno Unito | Giochi olimpici 2012 |
| Mondiale    | Ezekiel Kemboi Kenya | 8'06"01     | 15 agosto 2013 Mosca, Russia      | Mondiali 2013        |

### La stagione
Prima di questa gara, gli atleti con le migliori tre prestazioni dell'anno erano:
| Pos. | Atleta                       | Prestazione | Data                                     |
| ---- | ---------------------------- | ----------- | ---------------------------------------- |
| 1    | Jairus Kipchoge Birech Kenya | 7'58"83     | 4 luglio 2015 Paris Saint-Denis, Francia |
| 2    | Evan Jager Stati Uniti       | 8'00"45     | 4 luglio 2015 Paris Saint-Denis, Francia |
| 3    | Ezekiel Kemboi Kenya         | 8'01"71     | 30 maggio 2015 Eugene, Stati Uniti       |

## Risultati

### Qualificazioni
I migliori 3 tempi di ogni batteria (Q) e i successivi 6 migliori tempi (q) si qualificano per la finale.
| Pos. | Batteria | Nome                       | Nazionalità        | Tempo   | Note |
| ---- | -------- | -------------------------- | ------------------ | ------- | ---- |
| 1    | 3        | Ezekiel Kemboi             | Kenya              | 8:24.75 | Q    |
| 2    | 3        | Brahim Taleb               | Marocco            | 8:24.84 | Q    |
| 3    | 3        | Brimin Kiprop Kipruto      | Kenya              | 8:24.95 | Q    |
| 4    | 3        | Krystian Zalewski          | Polonia            | 8:25.10 | q    |
| 5    | 3        | Daniel Huling              | Stati Uniti        | 8:25.34 | q    |
| 6    | 3        | Hailemariyam Amare         | Etiopia            | 8:25.36 | q    |
| 7    | 2        | Jairus Kipchoge Birech     | Kenya              | 8:25.77 | Q    |
| 8    | 2        | Bilal Tabti                | Algeria            | 8:26.99 | Q    |
| 9    | 2        | Donald Cabral              | Stati Uniti        | 8:27.33 | Q    |
| 10   | 2        | Tolosa Nurgi               | Etiopia            | 8:27.65 | q    |
| 11   | 2        | Hamid Ezzine               | Marocco            | 8:29.26 | q    |
| 12   | 3        | Hicham Bouchicha           | Algeria            | 8:30.07 | q    |
| 13   | 2        | Dikotsi Lekopa             | Sudafrica          | 8:37.43 |      |
| 14   | 2        | Fernando Carro             | Spagna             | 8:38.05 |      |
| 15   | 2        | John Kibet Koech           | Bahrein            | 8:38.62 |      |
| 16   | 2        | Ilgizar Safiullin          | Russia             | 8:39.58 |      |
| 17   | 1        | Conseslus Kipruto          | Kenya              | 8:41.41 | Q    |
| 18   | 1        | Evan Jager                 | Stati Uniti        | 8:41.51 | Q    |
| 19   | 1        | Matthew Hughes             | Canada             | 8:41.52 | Q    |
| 20   | 1        | Yoann Kowal                | Francia            | 8:41.65 |      |
| 21   | 1        | Amor Ben Yahia             | Tunisia            | 8:43.11 |      |
| 22   | 3        | Taylor Milne               | Canada             | 8:43.47 |      |
| 23   | 3        | Jamel Chatbi               | Italia             | 8:47.30 |      |
| 24   | 1        | Tafese Seboka              | Etiopia            | 8:47.73 |      |
| 25   | 1        | Hicham Sigueni             | Marocco            | 8:49.73 |      |
| 26   | 1        | Sebastián Martos           | Spagna             | 8:50.20 |      |
| 27   | 1        | Nikolay Chavkin            | Russia             | 8:51.22 |      |
| 28   | 1        | Abdelhamid Zerrifi         | Algeria            | 8:51.89 |      |
| 29   | 2        | Alex Genest                | Canada             | 8:52.49 |      |
| 30   | 3        | Halil Akkaş                | Turchia            | 8:54.04 |      |
| 31   | 1        | Benjamin Kiplagat          | Uganda             | 8:54.46 |      |
| 32   | 3        | Tumisang Monnatlala        | Sudafrica          | 8:55.25 |      |
| 33   | 1        | James Nipperess            | Australia          | 8:56.01 |      |
| 34   | 2        | Kaur Kivistik              | Estonia            | 8:56.36 |      |
| 35   | 1        | Mitko Tsenov               | Bulgaria           | 9:02.72 |      |
| 36   | 2        | Gerald Giraldo             | Colombia           | 9:16.47 |      |
| 37   | 3        | Hashim Salah Mohamed       | Qatar              | 9:17.35 |      |
| 38   | 2        | Sapolai Yao                | Papua Nuova Guinea | 9:51.09 |      |
|      | 3        | Roberto Alaiz              | Spagna             | dnf     |      |
|      | 1        | Nelson Kipkosgei Cherotich | Bahrein            | dns     |      |
|      | 2        | Mohamed Ismail Ibrahim     | Gibuti             | dns     |      |
|      | 3        | Jeroen D'Hoedt             | Belgio             | dns     |      |

### Finale
| Pos. | Nome                   | Nazionalità | Tempo   | Note                                     |
| ---- | ---------------------- | ----------- | ------- | ---------------------------------------- |
|      | Ezekiel Kemboi         | Kenya       | 8:11.28 |                                          |
|      | Conseslus Kipruto      | Kenya       | 8:12.38 |                                          |
|      | Brimin Kipruto         | Kenya       | 8:12.54 |                                          |
| 4    | Jairus Kipchoge Birech | Kenya       | 8:12.62 |                                          |
| 5    | Daniel Huling          | Stati Uniti | 8:14.39 |                                          |
| 6    | Evan Jager             | Stati Uniti | 8:15.47 |                                          |
| 7    | Brahim Taleb           | Marocco     | 8:17.73 |                                          |
| 8    | Matthew Hughes         | Canada      | 8:18.63 | Miglior prestazione personale stagionale |
| 9    | Krystian Zalewski      | Polonia     | 8:21.22 | Miglior prestazione personale stagionale |
| 10   | Donald Cabral          | Stati Uniti | 8:24.94 |                                          |
| 11   | Hamid Ezzine           | Marocco     | 8:25.72 |                                          |
| 12   | Hailemariyam Amare     | Etiopia     | 8:26.19 |                                          |
| 13   | Bilal Tabti            | Algeria     | 8:29.04 |                                          |
| 14   | Hicham Bouchicha       | Algeria     | 8:33.79 |                                          |
| 15   | Tolosa Nurgi           | Etiopia     | 8:44.81 |                                          |